# Jakubčovice nad Odrou

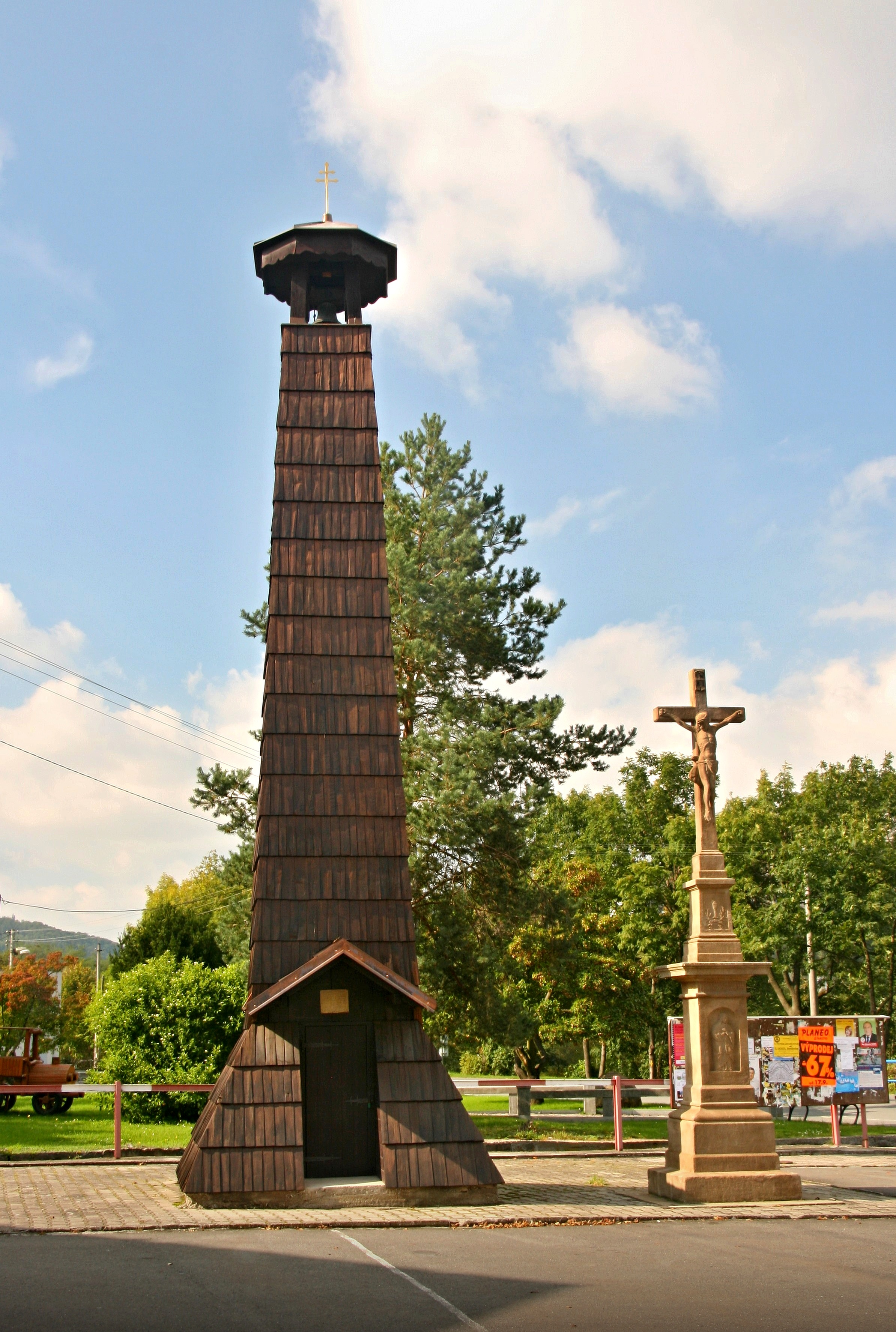
Hölzerner Glockenturm und Kreuz auf dem Dorfplatz

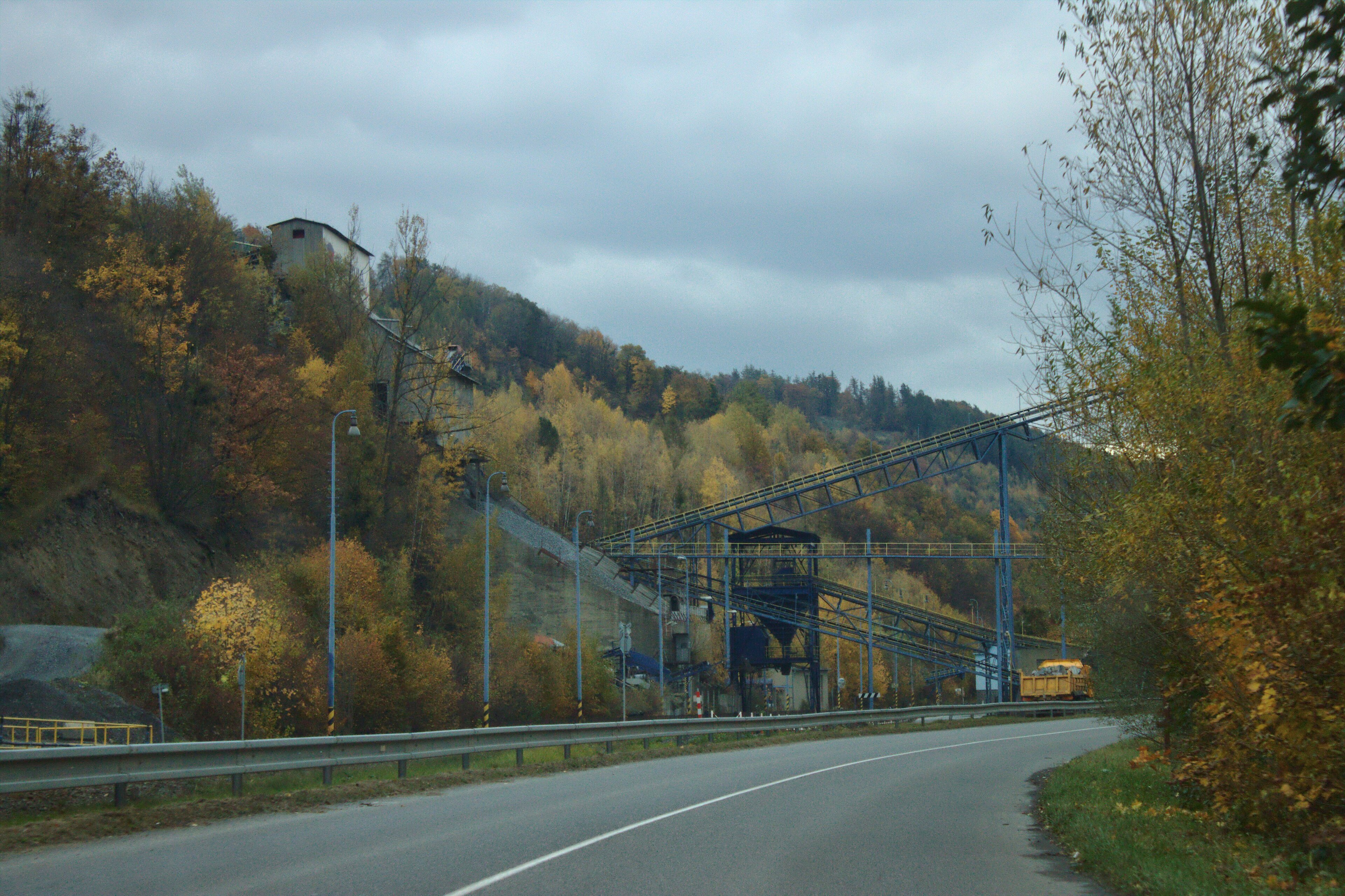
Steinbruch

Jakubčovice nad Odrou, bis 1948 Jakubčovice (deutsch Jogsdorf) ist eine Gemeinde in Tschechien. Sie liegt fünf Kilometer nordwestlich von Odry und gehört zum Okres Nový Jičín.

## Geographie
Jakubčovice nad Odrou erstreckt sich am Fuße der Oderberge (Oderské vrchy) unterhalb der Einmündung der Suchá (Dorrabach) am rechten Oderufer. Im Ortszentrum mündet zudem der Bach Dobešovský potok in die Oder. Nördlich erhebt sich der Chrastavec (532 m n.m.), im Osten der Heřmanický kopec (469 m n.m.), südöstlich der Vladař (467 m n.m.), im Süden der Dolní Buková (Niederer Berg, 523 m n.m.) und der Horní Buková (Oberer Berg, 542 m n.m.), südwestlich die Suchá (Dorraberg; 578 m n.m.), im Westen die Fléčka (534 m n.m.) sowie nordwestlich die Čermenka (523 m n.m.). Am südlichen Ortsrand verläuft die Staatsstraße II/441 zwischen Odry und Potštát, von der dort die II/442 nach Vítkov abzweigt. Nördlich des Dorfes verläuft die Bahnstrecke Suchdol nad Odrou–Budišov nad Budišovkou. Gegen Nordwesten befindet sich ein ausgedehnter Steinbruch. Jakubčovice nad Odrou liegt im Naturpark Oderské vrchy.
Nachbarorte sind Kamenka und Heřmanice u Oder im Norden, Vlkovice und Jerlochovice im Nordosten, Tošovice und Vítovka im Osten, Kolonka, Nová Ves und Loučky im Südosten, Dvořisko und Dobešov im Süden, Hilbrovice und Heltínov im Südwesten, Luboměř im Westen sowie Spálov und Heřmánky im Nordwesten.

## Geschichte
Auf dem Chrastavec bestand im 6. Jahrhundert nahe der Bernsteinstraße ein befestigtes Lager Hrynek der Awaren.
Das Dorf wurde vermutlich im 12. Jahrhundert nach deutschem Recht gegründet und nach einem Lokator Jakub benannt. Die erste urkundliche Erwähnung von Jakubčovice erfolgte 1362 als Teil der Herrschaft Odry. Im Jahre 1374 wurde Jakubčovice durch die Besitzer der Herrschaft Odry, Albert und Peter von Sternberg, vom Heimfall befreit. 1550 erhielt Jakubčovice einen Ortsrichter. Seit 1563 ist ein Freihof nachweislich, sein Besitzer war Mathes Futschik. Die älteste Nachricht über die zweigängige Obermühle stammt von 1650, die Witwe des Müllers Jakob Schindler verkaufte die Mühle 1687 ihrem Sohn Stephan. 1785 wurde eine Schule eingerichtet, zuvor erfolgte der Unterricht in Lautsch.
Im Jahre 1834 bestand das Dorf Joksdorf aus 34 größtenteils hölzernen und unregelmäßig gebauten Häusern, in denen 248 deutschsprachige Personen mit kuhländler Mundart, darunter zwölf Bauern lebten. Haupterwerbsquellen waren der Feldbau und die Obstbaumzucht. Im Ort gab es eine Schule sowie zwei Mahlmühlen mit einer Brettsäge. Pfarrort war Oderau. Bis zur Mitte des 19. Jahrhunderts blieb Joksdorf der Minderherrschaft Oderau untertänig.
Nach der Aufhebung der Patrimonialherrschaften bildete Jogsdorf / Jakubšovice ab 1849 einen Ortsteil der Gemeinde Klein Hermsdorf / Malé Heřmanice im Gerichtsbezirk Odrau. Am 10. März 1866 löste sich Jogsdorf von Klein Hermsdorf und bildete eine eigene Gemeinde. Ab 1869 gehörte Jogsdorf zum Bezirk Troppau. Zu dieser Zeit hatte das Dorf 221 Einwohner und bestand aus 34 Häusern. Im Jahre 1876 gründete der Besitzer der Niedermühle, Emil Teltschik, eine Fabrik für Holzknöpfe. Teltschik stellte seine Produktion bald erfolgreich auf aus Südamerika importierte Steinnüsse um und legte damit die Grundlage für den industriellen Aufschwung des Ortes. Um 1880 riss ein Oderhochwasser das Wehr der Knopffabrik fort; es wurde nicht mehr erneuert, stattdessen wurde ein neuer Graben vom Obermühlenwehr (Kaspermühle) zum Fabrikteich für den Antrieb der Turbine in der Knopffabrik hergestellt. Mit der Inbetriebnahme der Lokalbahn Zauchtel–Bautsch am 15. Oktober 1891 entstand bei Jogsdorf ein Bahnhof für den Personen- und Frachtverkehr. Zu dieser Zeit wurde auch drei Steinbrüche aufgenommen. 1894 erfolgte die Gründung der Freiwilligen Feuerwehr, im selben Jahre eröffnete auch ein Postamt. In den Jahren 1895 bis 1898 entstanden die Straßen nach Dobischwald und Sponau. 1896 erhielt Jogsdorf ein Telegraphenamt. Zu dieser Zeit gab es Bestrebungen für einen Kirchenbau, der jedoch wegen der Uneinigkeit unter den Großbauern nicht zustande kam. Um die Jahrhundertwende hatte die Knopffabrik Teltschik ca. 300 Beschäftigte, in den Jogsdorfer Grauwackesteinbrüchen arbeiteten etwa 200 Personen; der Großteil der Arbeiter kam aus den umliegenden Dörfern. Im Jahre 1900 lebten in Jogsdorf 256 Personen; 1910 waren es 272. Die Elektrifizierung erfolgte 1910, zwei Jahre später errichtete die Gemeinde ein Wasserwerk. 1919 gründeten Franz und Josef Kasper die „Brüder Kasper-Maschinenfabrik“, die Parallel-Schraubstöcke und Drehbankfutter fertigte. Der tschechische Ortsname Jakubšovice wurde 1920 in Jakubčovice abgeändert. Beim Zensus von 1921 lebten in den 39 Häusern der Gemeinde 269 Menschen, darunter 257 Deutsche und 7 Tschechen. Im Jahre 1930 bestand Jogsdorf aus 54 Häusern und hatte 333 Einwohner (327 Deutsche, drei Tschechen und drei Polen); 1939 waren es 356. Nach dem Münchner Abkommen wurde die Gemeinde 1938 dem Deutschen Reich zugesprochen und gehörte bis 1945 zum Landkreis Neu Titschein. 1938 gab es in Jogsdorf eine Erbrichterei, 15 Großbauern, sechs Häusler, einen Mühlenbetrieb, die Knopffabrik, die Maschinenfabrik, zwei Steinbruchbetriebe, ein Busunternehmen, eine Tischlerei, eine Bäckerei, zwei Gastwirtschaften, einen Bahnhof, ein Postamt und ein Feuerwehrhaus. Im Jahre 1943 wurde Jogsdorf mit Neudörfel und Lautsch zu einer Großgemeinde Jogsdorf mit knapp 1000 Einwohnern zusammengeschlossen. Nach dem Ende des Zweiten Weltkrieges kam Jakubčovice zur Tschechoslowakei zurück, die meisten der deutschsprachigen Bewohner wurden vertrieben und das Dorf mit Tschechen aus Luboměř, Jindřichov, Spálov und der Walachei neu besiedelt. Da es in Jakubčovice ausreichend Arbeit gab, gelang die Wiederbesiedlung schnell. Der Gemeindezusammenschluss wurde nach Kriegsende wieder aufgehoben, Jakubčovice wurde zudem wieder Teil des Okres Opava-venkov. 1949 erfolgte die Änderung des Gemeindenamens in Jakubčovice nad Odrou; die Gemeinde wurde dem neu gebildeten Okres Vítkov zugeordnet, der bei der Gebietsreform von 1960 wieder aufgehoben wurde. Im Jahre 1950 hatte das Dorf 313 Einwohner. Wegen des Arbeitskräftebedarfs in den Steinbrüchen von Jakubčovice und Heřmánky wurde nach 1953 ein Gefängnis errichtet, die Strafgefangenen wurden als Handarbeiter beim Beladen der Wagen eingesetzt. Auf Grund von tödlichen Unfällen wurde das Gefängnis zu Beginn der 1960er Jahre wieder aufgelöst. In den 1950er Jahren entstanden drei Wohnblocks, außerdem begann der Bau der Siedlung.
1961 erfolgte die Eingemeindung von Heřmánky, Klokočůvek und Loučky (mit Kolonka und Nová Ves); zugleich kam die Gemeinde zum Okres Nový Jičín. In den Jahren 1964 bis 1965 nutzte die Tschechoslowakische Armee das ehemalige Gefängnis, danach diente es als Lager für Zivilschutz; spätere Nutzer waren das Universitätsklinikum Olmütz und der Staatsbetrieb Drobné zboží Olomouc. Mit Beginn des Jahres 1979 wurde Jakubčovice ein Ortsteil von Odry. Die Straßen in Jakubčovice wurden 1986 benannt. 1989 wurde die neue Sportanlage von TJ Tatran Jakubčovice mit einem Rasenplatz und Umkleidekabinen fertiggestellt. Seit dem 1. Januar 1994 besteht die Gemeinde Jakubčovice nad Odrou wieder. Beim Oderhochwasser 1997 stieg der Pegel des Flusses zwischen dem 7. und 10. Juli auf 5 Meter an, auch die Bäche Suchá und Dobešovský potok wurden zu reißenden Strömen. Bei dem Hundertjahreshochwasser wurden die Ufer der Oder ausgespült, über 30 große Bäume ausgerissen und teils bis nach Odry geschwemmt sowie zwei Fußgängerbrücken fortgerissen. Mittels 1200 t Schroppen aus dem Steinbruch wurden innerhalb von zwei Tagen die Flussufer stabilisiert. Auch das Wasserwerk, das auch Loučky und Heřmánky versorgt, wurde überflutet; durch die alte Brunnenanlage an der Straße nach Dobešov konnte die Wasserversorgung aufrechterhalten werden. Die Reparatur der beschädigten Flussufer durch die Povodí Odry, s.p. wurde 2001 abgeschlossen. Beim Zensus von 2001 lebten in den 128 Häusern von Jakubčovice nad Odrou 691 Personen. Der Haltepunkt an der Bahnstrecke Suchdol nad Odrou–Budišov nad Budišovkou wurde 2009 wegen des Steinbruchs nach Osten verlegt.

## Sport
Der Steinbruchbesitzer Josef Hájek förderte seit 1999 die unterklassige Fußballabteilung des Sportvereins Tatran Jakubčovice als Mäzen und Sponsor. Nachdem die Mannschaft 2003 den Aufstieg in die Divize E geschafft hatte, gliederte Hájek sie als Jakubčovice Fotbal s.r.o. aus dem Verein aus und übernahm die Geschäfte. Nach Abschluss der Saison 2005/06 stieg Jakubčovice Fotbal aus der MSFL in den Profifußball auf. Da der Sportplatz in Jakubčovice nad Odrou nicht die Kriterien für die 2. Liga erfüllte, trug die Mannschaft ihre Heimspiele 2006/07 in Fulnek aus. Die Lizenz für die Saison 2007/08 verkaufte Hájek an den FK Dukla Prag. Jakubčovice Fotbal wurde in eine Aktiengesellschaft umgewandelt und startete 2007/08 anstelle der zurückgezogenen B-Mannschaft in der sechstklassigen 1.A třída.
Das ehemalige Gefängnis dient als Paintballschießanlage Elite Alcatraz.

## Sehenswürdigkeiten
- Hölzerner Glockenturm aus dem 17. Jahrhundert, er ist das einzige in der Gegend erhaltene Bauwerk dieser Art und als Kulturdenkmal geschützt. Er wurde 1993 und 2013 renoviert.
- Schorsch-Kapelle (Schorschova kaple), erbaut 1854. Die Hofkapelle des Bauern Schorsch liegt gegenüber dem Dorf am linken Oderufer und wurde von den Dorfbewohnern für Andachten und Rosenkranzgebete genutzt.
- Steinernes Kreuz aus dem 17. Jahrhundert neben dem Glockenturm
- Steinernes Kreuz neben der Schorsch-Kapelle
- Naturreservat Suchá Dora am Nordosthang der Suchá. Das Gebiet mit für die Oderberge typischer natürlicher Vegetation mit Felsvorsprüngen und Populationen geschützter Tierarten wurde 1969 unter Schutz gestellt.